# Hanne Desmet
Hanne Desmet (Wilrijk, 26 oktober 1996) is een Belgisch shorttrackster. Op de Olympische Winterspelen van Peking in 2022 won ze de bronzen medaille op de 1000 meter. In 2025 werd Desmet wereldkampioene op dezelfde afstand.

## Biografie
Desmet werd geboren in Wilrijk, woont in Mechelen, en is de twee jaar oudere zus van shorttracker Stijn Desmet. In haar jeugd begon Desmet eerst met turnen. Op 12-jarige leeftijd volgde ze haar broer naar een shorttrackclub in Wilrijk.
In 2012 werd de getalenteerde Stijn gescout door de Belgische shorttrack-bondscoach Pieter Gysel om op hoger niveau te trainen in Hasselt met de Olympische Winterspelen als hoofddoel. Op eigen vraag mocht de 16-jarige Hanne meetrainen waarna ze zich volledig toelegde op shorttrack. De als laatbloeier bestempelde shorttrackster kreeg in 2018 een topsportcontract van Sport Vlaanderen. Ze verhuisde samen met haar broer datzelfde jaar naar Heerenveen in Nederland om te trainen met de hoog aangeschreven Nationale trainingselectie shorttrack (NTS).
Desmet werd drievoudig Belgisch kampioene allround in 2018 door alle individuele afstanden te winnen. Bovendien heeft ze op alle afstanden de Belgische records in handen. Tijdens de Europese kampioenschappen van 2019 behaalde ze een tweede plek op de inofficiële afstand 3000 meter. Op 7 maart 2021 pakte Desmet zilver op de 1000 meter tijdens de WK van 2021 in Dordrecht. 
De aanloop naar de Olympische Spelen 2022 verliep niet vlekkeloos: in de zomer van 2021 sukkelde ze met een verstoord evenwichtsorgaan na een hersenschudding die ze opliep tijdens een trainingskamp. Op de Olympische Winterspelen in 2022 raakte ze nipt in de finale van de 1000 meter na een prangende eindsprint. In die finale won Desmet brons, de eerste individuele medaille op de Winterspelen voor een Belgische vrouw en de zevende medaille voor België ooit op de Olympische Winterspelen. Daarnaast haalde ze in de olympische A-finales van de 500 en 1500 meter shorttrack respectievelijk de vijfde en de vierde plaats. Ze was samen met de Italiaanse Arianna Fontana en haar Nederlandse trainingspartner Suzanne Schulting de enige shorttrackster die op alle individuele afstanden de finale haalde.
Tijdens het EK 2023 won Desmet individueel haar eerste gouden medaille op een groot eindtoernooi. Ze reed op de 1000 meter naar de winst, op dezelfde dag als haar broer op dezelfde afstand bij de mannen. Tijdens dat toernooi voegde ze nog twee zilveren medailles toe aan haar medailletotaal.
In de zomer van 2023 trokken broer en zus Desmet naar Canada om te trainen omdat ze bij de Nederlandse shorttrackploeg in het schaatsstadion Thialf niet meer welkom waren.
Op 14 maart 2025 op de wereldkampioenschappen in Peking kroonde Desmet zich tot wereldkampioene op de 1000 meter. Het was het eerste goud dat België ooit won op een wereldkampioenschap shorttrack.

## Persoonlijk
- Desmet heeft een relatie met de Amerikaanse voormalige langebaanschaatser Joey Mantia.[14]

## Resultaten

### Wereldbekermedailles
1000 meter
 Dresden, Duitsland: 2022/2023 (WB-5)
1500 meter
 Almaty, Kazachstan: 2022/2023 (WB-3)
 Almaty, Kazachstan: 2022/2023 (WB-4)
 Dordrecht, Nederland: 2022/2023 (WB-6)
2000 meter aflossing gemengd
 Montreal, Canada: 2022/2023
 Almaty, Kazachstan: 2022/2023 (WB-3)
 Almaty, Kazachstan: 2022/2023 (WB-4)